# Baxley
Baxley è una città degli Stati Uniti d'America, situata nello Stato della Georgia e in particolare nella contea di Appling, della quale è il capoluogo.